# Hans Mehrtens
Johannes Friedrich Wilhelm Mehrtens (* 5. Dezember 1892 in Schwelm; † 30. April 1976 in Aachen) war ein deutscher Architekt und Hochschullehrer. Er gehörte zu den führenden Architekten des Rheinlandes.

## Leben
Das Architekturstudium an der Technischen Hochschule Stuttgart schloss Mehrtens 1921 mit dem Diplom ab. Danach war er Mitarbeiter von Paul Bonatz und Adolf Abel, die damals beide in Stuttgart lehrten und die Stuttgarter Schule maßgeblich prägten. Anschließend arbeitete er für die Oberschlesische Wohnungs- und Siedlungsfürsorge Oppeln und die Planungsabteilung des Bochumer Vereins. Von 1925 bis 1935 war Mehrtens Stadtbaurat in Köln. Seit 1930 war er Leiter des Kölner Hochbauamtes.
Mertens trat zum 1. Mai 1933 der NSDAP bei (Mitgliedsnummer 2.136.465). Er wurde 1935 als ordentlicher Professor auf den Lehrstuhl für Entwerfen von Hoch- und Industriebauten der RWTH Aachen berufen, den er bis zu seiner Emeritierung 1961 innehatte und noch bis 1964 kommissarisch leitete. In den Jahren 1940 bis 1942 war Mehrtens, der inzwischen zum „Vertrauensarchitekt“ der NSDAP bestimmt worden war und sich im Nationalsozialistischen Deutschen Dozentenbund engagierte, Leiter des Arbeitskreises Baugestaltung im Gau Köln/Aachen. Auch wurde in dieser Zeit seine Fachkompetenz zum Bau kriegswichtiger Bauten wie der Neuplanung eines Rüstungwerkes für die Luftwaffe bei Danzig oder für die Panzerherstellung der Deutschen Edelstahlwerke AG in Krefeld herangezogen. Darüber hinaus gehörte Mehrtens ab 1943 zusammen mit Hermann Proetel, Robert Hans Wentzel, Peter Mennicken und Robert Roessing der Arbeitsgemeinschaft für Raumordnung unter Hermann Roloff an, die im Auftrag der geheimen Organisation Mittelstelle für Heimatschutz die Möglichkeit einer Ausdehnung der Zuständigkeiten der Hochschule auf die noch besetzten westlichen Nachbarländer organisieren sollte. In den letzten Kriegsjahren wurde er von seinem amtierenden Rektor Hans Ehrenberg noch zum Dekan ernannt.
Ab 1944 war er im Arbeitsstab für den Wiederaufbau bombenzerstörter Städte für die Wiederaufbauplanung von Aachen zuständig.
Nach dem Krieg wurde Mehrtens im Jahr 1957 Direktor des Instituts für Schulbau an der RWTH Aachen. Sein Nachfolger wurde 1962 Fritz Eller.
Hans Mehrtens starb am 30. April 1976 und fand seine letzte Ruhestätte auf dem Aachener Waldfriedhof.

## Bauten (Auswahl)

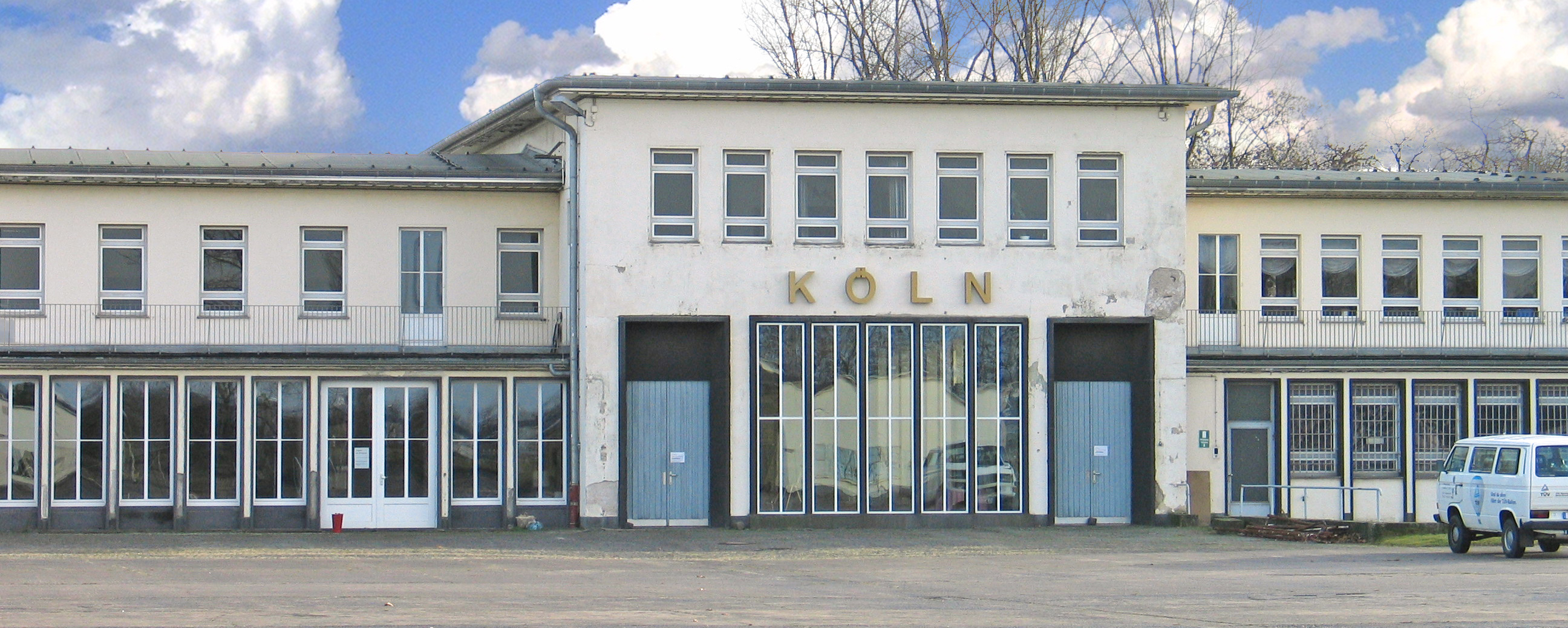
Flughafen Köln-Butzweilerhof (1936)

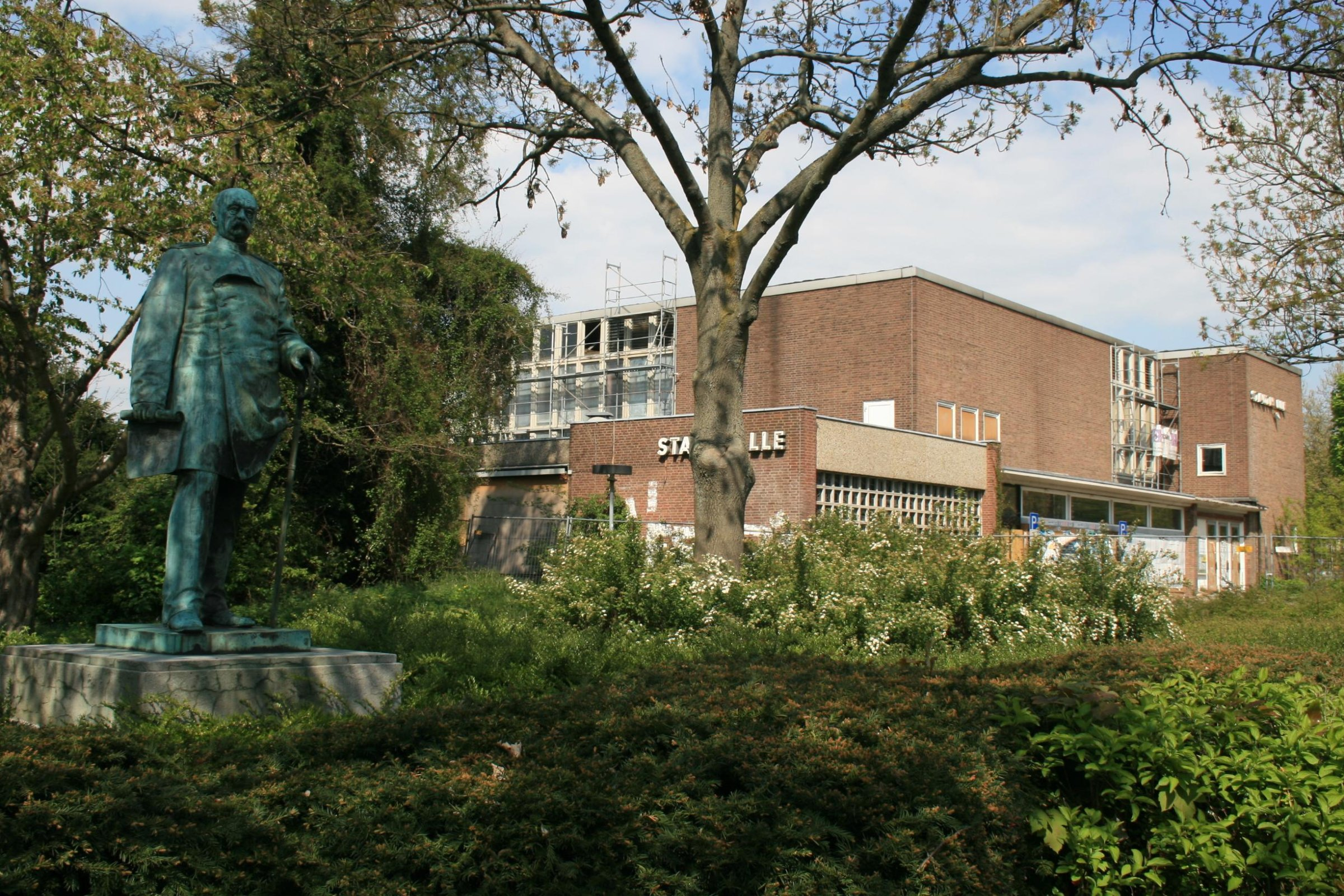
Stadthalle Düren (1955)

- 1927: Müllverwertungsanlage in Köln-Niehl[3]
- 1930–1932: Schule am Blücherpark in Köln
- 1935–1936: Flughafen Köln-Butzweilerhof (Empfangsgebäude unter Denkmalschutz)
- 1936–1939: Rheinstrand-Siedlung in Karlsruhe[4]
- 1937–1938: Sportstadion, sog. „Edelstahl-Kampfbahn“, für die Deutsche Edelstahlwerke AG in Krefeld
- vor 1939: Gaststätte Beringshof[5]
- vor 1939: Hallenerweiterung, Waschkauen, Materialprüfungsanstalt und Wasserturm für die Deutsche Edelstahlwerke AG[5]
- 1938–1940: Kleinsiedlung Am Uehling in Ehringhausen bei Remscheid[6]
- vor 1939: Einfamilienhaus Sch. in Krefeld[5]
- vor 1939: Einfamilienhaus O. B. in Krefeld[5][6]
- vor 1939: Zweifamilienhaus in Krefeld[6]
- vor 1943: Verwaltungsflügel eines industriellen Sonderbetriebes[6]
- vor 1943: Fabrikanlage im Bergischen[6]
- 1949–1950: Wiederaufbau des Gymnasiums in Schleiden[7]
- 1951–1953: Studentendorf der RWTH Aachen[8]
- 1952: Kreishaus (heute Neues Rathaus) am Schwanenteich in Jülich
- vor 1954: Chemische Institute der TH Aachen[9]
- vor 1954: Reißverschluss-Fabrik für die William Prym GmbH & Co. KG in Aachen[10]
- vor 1955: Haus Sch. in Düren[11]
- 1955: Stadthalle in Düren, Bismarckstraße 15[12][13]
- 1957: Stadthalle in Erkelenz
- 1960–1962: Sporthalle und Institut für Leibesübungen in Aachen[14]

## Wettbewerbe
- 1924–1925 Münsterplatz in Ulm: Ankauf des Entwurfs von H. Mehrtens und E. Völker, Bochum[15]
- 1925 Neubau Rathaus Düsseldorf: drei erste Preise zu je 9.000 Mark an Prof. Emil Fahrenkamp, Düsseldorf; Stadtbaurat Freese mit Architekt Dierichsweiler, Düsseldorf und Dipl.-Ing. Merthens, Bochum[16]